# Ferenc Demjén
Ferenc Demjén (ur. 21 grudnia 1946 roku w Diósgyőr) – węgierski muzyk, wokalista, basista, autor piosenek. Były członek zespołów Bergendy oraz V’Moto-Rock, obecnie kontynuujący karierę solową. Miał wkład w około 150 albumów.

## Życiorys
Ferenc Demjén urodził się 21 grudnia 1946 roku w Diósgyőr. Jego ojciec był inżynierem w Hucie Diósgyőr, ale ze względów politycznych został zwolniony i rodzina przeniosła się do Budapesztu, gdzie został mianowany księdzem. Ferenc Demjén, ukończył szkołę jako technik chemik i inspirowany talentem muzycznym ojca rozpoczął studia muzyczne, w dużej mierze na własną rękę.
Demjén zaczął grać amatorsko jako basista w takich zespołach jak Dogs, Meteor i Tűzkerék, po czym w 1970 roku spotkał Istvána Bergendy, który zaprosił go do gry w jego zespole. Jako autor tekstów zadebiutował piosenką "Jöjj vissza vándor". Następnie występował w popularnych klubach E-Klub i Ifjúsági Park. Grupa zdobyła ogólnokrajową popularność występem w Magyar Televízió w Sylwestra 1970 roku. Ich pierwszy koncert "otwarty" miał miejsce w 1971 roku na Kisstadionie. W 1972 roku zdobyli drugie miejsce w festiwalu Táncdalfesztivál piosenką "Úgy szeretném".
Demjén postanowił opuścić zespół. W 1977 roku założył zespół V’Moto-Rock, gdzie przy nagrywaniu płyt współpracował z Klári Katoną i Kati Kovács. Jego piosenka do filmu Szerelem első vérig (1987) znajdowała się na topie węgierskiej listy przebojów przez 8 miesięcy. Po rozpadzie V’Moto-Rock w 1988 roku Demjén postanowił kontynuować karierę solową.
W 1996 roku otrzymał Krzyż Oficerski Orderu Zasługi Republiki Węgierskiej.

## Albumy

### Studyjne

#### Bergendy
- Bergendy (1971)
- Hétfő (1973)
- Ötödik sebesség (1974)
- Fagypont fölött miénk a világ (1976)
- Bergendy Jazz (1977)

#### V’Moto-Rock
- I. (1978)
- II. (1980)
- Gyertyák (1982)
- Garázskijárat (1984)
- V. (1986)
- A fény felé (1987)

#### Solo
- Fújom a dalt (1977)
- A szabadság vándora (1989)
- A Föld a szeretőm (1991)
- Hat (1993)
- Dalok a szerelemről (1994)
- Nekem 8 (1994)
- Félszáz év (1996)
- Ezzel még tartozom (1997)
- Tizenhárom (1998)
- 2000 éves álmok (1999)
- Álmok, csodák, szerelmek (2001)
- Hívlak (2003)
- Demjén 60 (2006)
- Lelkünk most is vágtat (2009)

### Koncertowe
- BS 92.03.07 koncert (1992)
- Ünnep '96 I. (1996)
- Ünnep '96 II. (1996)
- Aréna 2004.12.30 (2005)

### Kompilacje
- Best of V’Moto-Rock (1984) (V’Moto-Rock)
- Várj, míg felkel majd a nap (1991) (V’Moto-Rock)
- Motor boogie (1997) (V’Moto-Rock)
- Best of Demjén (1997)
- Greatest Hits No. 1 - Jöjj vissza, vándor (2006)
- Greatest Hits No. 2 - Mikor elindul a vonat (2006)
- Greatest Hits No. 3 - El kell, hogy engedj (2006)